# Cosmospora pseudoflavoviridis
Cosmospora pseudoflavoviridis är en svampart som först beskrevs av Lowen & Samuels, och fick sitt nu gällande namn av Rossman & Samuels 1999. Cosmospora pseudoflavoviridis ingår i släktet Cosmospora och familjen Nectriaceae.   Inga underarter finns listade i Catalogue of Life.